# Îlot de Cevada
L'îlot de Cevada (en portugais : Ilhéu da Cevada) est un îlot dans la Ponta de São Lourenço, situé dans la freguesia de Caniçal, dont la municipalité est Machico, à Madère, au Portugal.